# Adoudounien
L'Adoudounien est un étage géologique obsolète caractérisant la transition de l'Édiacarien (période terminale du Néoprotérozoïque) au Cambrien (première période du Paléozoïque). Le nom désigne aussi un faciès de l'Anti-Atlas Marocain.

## Stratigraphie

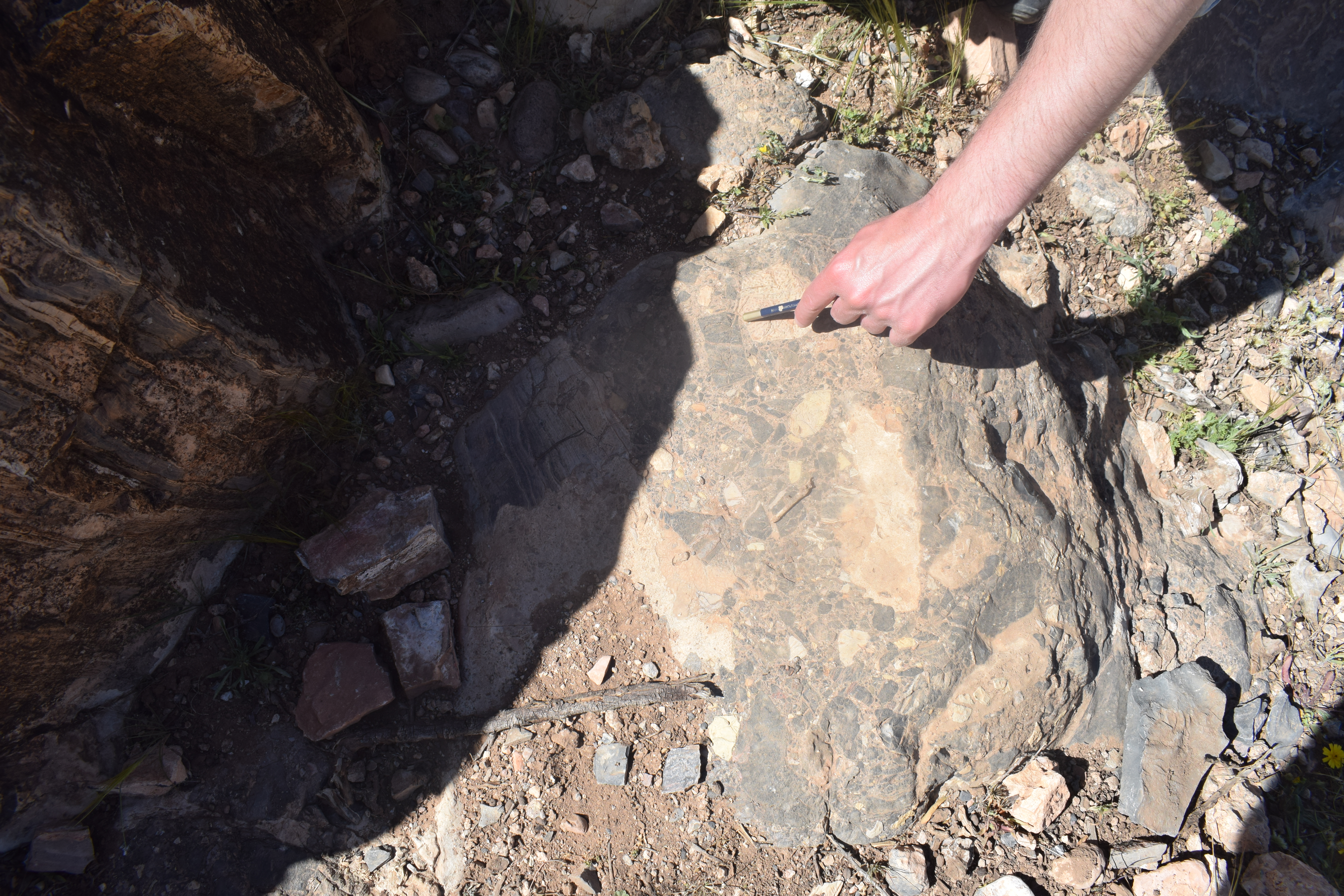
Conglomérat Cambrien de Tioute (Anti-Atlas Marocain) avec clastes de stromatolites et carbonates Adoudouniens

La série a été décrite dans l'Anti-Atlas ou elle s'est déposée dans un contexte paléogéographique variable. La base de la série est composée de dépôts carbonatés et volcanosédimentaires qui s'accumulent dans de petits bassins peu profonds sous contrôle tectonique. La sédimentation devient ensuite siliciclastique et volcanodétritique de type margino-littorale. Dans le domaine oriental, l'environnement de dépôt est considéré comme laguno-lacustre évoluant vers l'ouest en un environnement deltaïque. La présence de volcanisme synsédimentaire et de rejeu normal témoignent de la tectonique extensive affectant l’Afrique du Nord-Ouest à la transition Précambrien-Cambrien.

## Faune
La série de Nama découverte en Afrique Australe correspond à un équivalent de la faune de l'Édiacarien La série comprend de nombreux fossiles (Cœlentérés, médusoïdes et Cloudina) et porte à son sommet des traces fossiles datées du Cambrien. Des cycloméduses du même type que celles découvertes dans la série de Nama ont été décrites dans l'Adoudounien du Maroc.